# Доња Србица
Доња Србица (алб. Sërbicë e Poshtme) је насељено место у општини Призрен, на Косову и Метохији. Према попису становништва из 2011. у насељу је живело 674 становника.

## Историја
Село у Призренском Подгору, помиње се у Светоарханђеловској хрисовуљи цара Душана из 1348. као Србице. Сада постоје Горња и Доња Србица. До друге половине XIX века село је било насељено само Србима, 1887. године турски земљопоседник је протерао Србе чивчије и населио Албанце Фанде. Остале су само четири српске породице. У селу је била и црква чије зидине и стари гробови су 1940, када је у селу било 16 српски породица, биле откривене. Године 1997. осамнаест српских домаћинстава из села подухватило се посла обнове старе цркве на старим темељима. Уз помоћ са стране, успели су да заврше грађевинске радове, али не и осликавање цркве. Јуна месеца 1999. Албанци су порушили цркву, српске куће опљачкали, попалили и разорили, а Србе протерали са прастарих огњишта.

## Становништво
Године 1940. било је у селу 16 домаћинстава Срба православних и 11 муслимана, Албанаца католика 6 и муслимана 3, Турака 1 домаћинство и 5 Рома муслимана, свега 42 домаћинства.
Срби
- Ђорђевић Недељко (1 дом., Митровдан). Његови су преци дошли у Доњу Србицу из Зочишта, пре сто година.
- Чардаклије (2 дом., Св. Ђорђе, 16. новембра) се већ сматрају старим Србичанима, пошто су давно досељени из села „Чардака“ (Чадрака) у Подгорском срезу. Имају у селу и свој муслимански огранак.
- Ђорђевић Спаса (1 кућа., Никољдан и пролећни Св. Никола). Дошао је 1917. а пре тога је породица, као чифчије, променила многа места.
- Бајкићи (3 дом., Никољдан и пролећни Св. Никола) су дошли из Мушникова 1925.
- Љубисавци (1 дом., Никољдан) су такође из Мушникова: 1913. су купили имање, а населили се 1919.
- Томићи (1 дом., Пречиста) су дошли из Горњег Села 1931.
- Боробанци (5 дом., Летњи и зимски Аранђеловдан) су из Драјчића. Први се населио Анђелко Михаиловић 1912.
- Јовановићи (1 дом., Пречиста и „Посни“ Св. Ђорђе) су дошли из Горње Србице, а у Горњу Србицу пре 16 година из Лешана.
- Марковић Благоје (1 дом.) је из неког села у Подримском срезу.

Срби из Средске били су се у време бугарске окупације склонили у Доњу Србицу, па се доцније неки и населили.
Муслимани
Први од муслимана дошао је у ово село предак Велијовића (2 дом.) из Горњег Љубиња, и то после чуме. Дед се први стално настанио, а иначе је у селу било момака на беговском имању. Дед је пре тога долазио у Подриму са стоком на зимовиште, па овде од бега купио имање и населио се.
- Чардаклије (3 дом.), пореклом православни Срби из села Чардака. Сада су двојезични.
- Исеновићи (1 дом.) су дошли из Горњег Љубиња за време бугарске окупације; од тог су рода и Зећировићи (1 дом.) досељени пре 1912.
- Зејнеловићи (1 дом.) су дошли из Доњег Љубиња за време бугарске окупације.
- Абазовићи (3 дом.) су из Горњег Љубиња.

Албанци
Муслимани:
- Шаља (1 дом.). Домаћин Мифтар је рођен у Црнолучу у Подримском срезу oko 1870.
- Малићи (1 дом. су дошли око 1890. из Лешана.
- Зећировићи (1 дом.) су дошли из Суве Реке.

Католици: сви су Миридити, а у Доњу Србицу су дошли из Вележе, Цапараца, Траве и др. Сви су дошли за време бугарске окупације (1915—1918). Пре тога времена није их било у селу. Бериши су: Жољевић Љеш и Симон (2 дом.), који су сишли из Траве, и Фроковићи (3 дом.) Фису Спаћ припада само Пренк Тон Ђини (1 дом.) чији су преци пребегли из свог завичаја због крви, пре пет појаса.
Турци
- Алимовићи (1 дом.) беговска породица из Призрена.

Роми
Било је 5 породица, од којих су 2 из Пирана, а по једна из Пећана, Зојча и Зочишта.

## Демографија
Према попису из 2011. године, Доња Србица има следећи етнички састав становништва:
| Националност | 2011.        |
| Албанци      | 600 (89,02%) |
| Ашкалије     | 39 (5,78%)   |
| Египћани     | 20 (2,97%)   |
| Роми         | 11 (1,63%)   |
| Бошњаци      | 2 (0,30%)    |
| неизјашњени  | 2 (0,30%)    |
| Укупно       | 674          |

| Демографија | Демографија | Демографија |
| Година      | Становника  | Становника  |
| ----------- | ----------- | ----------- |
| 1948.       | 347         |             |
| 1953.       | 351         |             |
| 1961.       | 460         |             |
| 1971.       | 617         |             |
| 1981.       | 768         |             |
| 1991.       | 881         |             |
| 2011.       | 674         |             |